# Эйзи, Дженнифер
Дженнифер Линн Эйзи (англ. Jennifer Lynn Azzi; род. 31 августа 1968 года, Ок-Ридж, Теннесси, США) — американская профессиональная баскетболистка, выступавшая в женской национальной баскетбольной ассоциации. Была выбрана на драфте ВНБА 1999 года в первом раунде под общим пятым номером командой «Детройт Шок». Играла на позиции разыгрывающего защитника. После окончания спортивной карьеры возглавила тренерский штаб команды NCAA «Сан-Франциско Донс» Университета Сан-Франциско, которым руководила в течение шести сезонов. Эйзи была включена в Зал славы женского баскетбола в 2009 году.

## Ранние годы
Дженнифер Эйзи родилась 31 августа 1968 года в небольшом городке Ок-Ридж (штат Теннесси), у неё есть младшая сестра, Сюзанна, училась же там же в одноимённой средней школе, в которой выступала за местную баскетбольную команду.

## Студенческая карьера
Эйзи получила стипендию и с 1987 по 1990 год была плеймейкером в женской баскетбольной команде Стэнфордского университета.
В 1990 году Стэнфорд одержал победу над Обернским университетом, став победителем в женском дивизионе I НАСС по баскетболу.
Ее индивидуальные достижения включали:
- входила в первую Всеамериканскую сборную Kodak в 1989 и 1990 годах[2].
- 1990 год — обладатель приза Уэйд и Нейсмита[3].
- 1990 год — лауреат спортивной премии Honda по баскетболу[4].
- NCAA Финал четырех MVP и MVP Западного региона в 1990 году.
- Награда Конференции Pac-12 «Игрок года» в 1989 и 1990 годах[2].

Эйзи окончила университет в 1990 году, получив степень бакалавра по экономике.

## Профессиональная карьера
В 1988 году Эйзи участвовала в баскетбольном турнире Кубка Джонса. Сборная США завершила соревнования со счетом 3-2, но этого было достаточно, чтобы завоевать серебряную медаль. Эйзи набирала в среднем 5,4 очка за игру.
Эйзи была членом национальной сборной США на чемпионате мира 1990 года, проходившем в Куала-Лумпуре, Малайзия. Сначала команда одержала победу над Чехословакией. Затем сборная США встретилась со сборной Кубы, командой, которая всего несколькими неделями ранее обыграла США в показательных матчах. Команда США проигрывала в первой игре, но выиграла в следующей со счётом 87-78. После легкого матча с Болгарией, в котором Эйзи реализовала три из четырёх трёхочковых и помогла команде набрать 13 очков, команда США снова встретилась с Чехословакией, выиграв со счётом 87-59. В титульном матче сборная США завоевала золотую медаль со счётом 88-78. Эйзи в среднем набирала 4,6 очка за игру и выполняла 15 передач.
Эйзи выступала за сборную США на Панамериканских играх 1991 года, где команда легко обыграла Канаду и завоевали бронзу. Эйзи в среднем набирала 6,7 очка за игру.
Эйзи была членом женской сборной США по баскетболу, завоевавшей золотую медаль на Играх доброй воли 1994 года, которые проходили в Санкт-Петербурге, Россия.
Эйзи была включена в национальную сборную США и участвовал в чемпионате мира 1994 года, который проходил в июне 1994 года в Сиднее, Австралия. В финале США обошли Австралию со счетом 100-95 и завоевали бронзовую медаль. Эйзи набирала в среднем 4,9 очка за игру, выполняя 16 передач.
Она также выиграла золотую медаль, выступая за женскую баскетбольную команду США на летних Олимпийских играх 1996 года в Атланте, штат Джорджия.
Она была одной из шести основных участниц, отобранных для участия в летних Олимпийских играх 2000 года в Сиднее, Австралия, но она отказалась.

## Тренерская карьера
В 2010 году Эйзи стала главным тренером женской баскетбольной команды Университета Сан-Франциско. 15 сентября 2016 года Эйзи ушла с поста главного тренера «Сан-Франциско Донс» для дальнейшего развития в карьере.

## Личная жизнь
31 марта 2016 года Эйзи публично объявила о своей нетрадиционной сексуальной ориентации, рассказав о своём браке с Блэр Хардик. Эйзи заявила: «Я тоже долгое время жила, не будучи на 100 процентов честной. Что-то вроде типа „не спрашивают — не говорю“. И это так глупо. Я не знаю, почему мы это делаем, но мы это делаем. Я тренер в колледже. Будет ли мне это мешать при найме на работу? Что люди подумают? И вы постоянно беспокоитесь об этих вещах. Что я поняла, наблюдая за Риком (президент Голден Стэйт Уорриорз, который женился на своём партнёре Тодде Гейдже), что нет ничего более могущественного, чем жить правдой. И лучшее, что я могу сделать для своей команды — это быть искренней и верной самой себе».